# Clarence Acuña
Clarence Williams Acuña Donoso (ur. 8 lutego 1975 w Rancagua) – piłkarz chilijski grający na pozycji defensywnego pomocnika.

## Kariera klubowa
Acuña jest wychowankiem klubu CD O’Higgins, wywodzącego się z jego rodzinnego miasta. W 1994 roku zadebiutował w lidze chilijskiej w wieku 19 lat. W O’Higgins Clarence występował przez 3 lata jako zawodnik pierwszej jedenastki i przez ten okres zagrał w 81 meczach i strzelił 8 ligowych bramek. W 1997 roku przeszedł do jednego z czołowych klubów Chile, Club Universidad de Chile i niemal od początku wywalczył miejsce w składzie. W 1997 roku zajął z tym klubem 3. pozycję w ekstraklasie, a w 1998 roku wywalczył wicemistrzostwo kraju a także Puchar Chile. Natomiast w 1999 roku po raz pierwszy w karierze został mistrzem kraju – w mistrzowskim sezonie zdobył 5 bramek w 36 meczach.
Po dobrych występach w lidze i reprezentacji Acuñą zainteresowały się kluby europejskie. Ostatecznie menedżer Newcastle United, Bobby Robson, przebił konkurencję w postaci Manchesteru United oraz Parmy i Acuña w październiku 2000 przeszedł do tego klubu za 900 tysięcy funtów. W Premiership zadebiutował 28 października w przegranym 0:1 wyjazdowym meczu z West Ham United. 2 miesiące później zdobył swojego pierwszego gola na angielskich boiskach, a NU pokonało Leeds United. Gol ten został uznany przez stację BBC „Golem Tygodnia”. Pierwszy sezon w Newcastle miał udany. Był zawodnikiem pierwszej jedenastki i zdobył łącznie 3 gole w lidze, jednak w kolejnym – 2001/2002 – stracił dużo czasu na leczenie kontuzji i zagrał tylko w 16 meczach, z Newcastle zajmując 4. miejsce w lidze. W klubie Premiership występował także w sezonie 2002/2003, ale wówczas z powodu kolejnych kontuzji tylko czterokrotnie pojawił się na boisku.
Latem 2003 Acuña przeszedł do argentyńskiego Rosario Central, w którym zagrał w 12 meczach, ale ponownie z powodu kontuzji opuścił część sezonu. W 2005 roku Clarence wrócił do ojczyzny i przez cały sezon grał w CD Palestino. W 2006 roku został zawodnikiem Unión Española, w którym odzyskał dawną formę i przez rok zdobył 3 gole w lidze chilijskiej.
| Sezon   | Klub                      | Kraj      | Rozgrywki                                | Mecze | Bramki |
| ------- | ------------------------- | --------- | ---------------------------------------- | ----- | ------ |
| 1994    | CD O’Higgins              | Chile     | Primera División de Chile                | 28    | 2      |
| 1995    | CD O’Higgins              | Chile     | Primera División de Chile                | 26    | 3      |
| 1996    | CD O’Higgins              | Chile     | Primera División de Chile                | 27    | 3      |
| 1997    | Club Universidad de Chile | Chile     | Primera División de Chile                | 27    | 3      |
| 1998    | Club Universidad de Chile | Chile     | Primera División de Chile                | 27    | 3      |
| 1999    | Club Universidad de Chile | Chile     | Primera División de Chile                | 36    | 5      |
| 2000    | Club Universidad de Chile | Chile     | Primera División de Chile                | 7     | 1      |
| 2000/01 | Newcastle United          | Anglia    | Premiership                              | 26    | 3      |
| 2001/02 | Newcastle United          | Anglia    | Premiership                              | 16    | 3      |
| 2002/03 | Newcastle United          | Anglia    | Premiership                              | 4     | 0      |
| 2003/04 | Rosario Central           | Argentyna | Primera División                         | 12    | 0      |
| 2004/05 | Rosario Central           | Argentyna | Primera División                         | 0     | 0      |
| 2005    | CD Palestino              | Chile     | Primera División de Chile                | 11    | 2      |
| 2006    | CD Palestino              | Chile     | Primera División de Chile                | 25    | 3      |
| 2007    | CD Palestino              | Chile     | Primera División de Chile                |       |        |
|         |                           |           | Łącznie w chilijskiej Primera División   | 214   | 25     |
|         |                           |           | Łącznie w Premiership                    | 46    | 6      |
|         |                           |           | Łącznie w argentyńskiej Primera División | 12    | 0      |

## Kariera reprezentacyjna
W reprezentacji Chile Acuña zadebiutował 29 marca 1995 roku w wygranym 2:1 towarzyskim meczu z Meksykiem. W swojej karierze Acuña czterokrotnie brał udział w turniejach Copa América: w 1995 rozegrał jeden mecz w fazie grupowej, w 1997 – 3 mecze w grupie, w 1999 zajął 4. miejsce, a w 2004 zagrał w 3 grupowych meczach.
W 1998 roku Acuña został powołany przez selekcjonera Nelsona Acostę do kadry na Mistrzostwa Świata we Francji. Na nich Clarence był podstawowym zawodnikiem i zagrał najpierw w trzech grupowych meczach – zremisowanych 2:2 z Włochami, 1:1 z Austrią oraz 1:1 z Kamerunem – a następnie w przegranym 1:4 ćwierćfinale z Brazylią.
W 2005 roku Acuña zakończył reprezentacyjną karierę, a w kadrze Chile wystąpił łącznie w 61 meczach i zdobył 2 gole.